# Edward Graham, Baron Graham of Edmonton
Thomas Edward „Ted“ Graham, Baron Graham of Edmonton, PC (* 26. März 1925; † 21. März 2020) war ein britischer Politiker (Labour Party und Co-operative Party) und Life Peer.

## Leben und Karriere
Graham besuchte das Co-operative College und hatte ab 1939 verschiedene Positionen in der Co-operative-Bewegung. So war er Sekretär auf nationaler Ebene (National Secretary) der Co-operative Party von 1967 bis 1974. Er war ab 1961 Ratsherr im Bezirksrat des Municipal Borough of Enfield und war nach der Neustrukturierung im Rat des London Borough of Enfield; er war zehn Jahre lang dessen Vorsitzender (Leader). Von 1961 bis 1968 war er Vorsitzender (Chair) des Housing and Redevelopment Committee.
1966 trat er für den Wahlkreis Enfield West an. Von der Unterhauswahl 1974 bis zur Unterhauswahl 1983 war er Abgeordneter für den Wahlkreis Edmonton. Er verlor seinen Sitz 1983 an Ian Twinn von der Conservative Party.
Von 1974 bis 1976 war er Parliamentary Private Secretary beim Department of Prices and Consumer Protection und ein Whip der Regierung von 1976 bis 1979 als Lord Commissioner of the Treasury. Von 1979 bis 1981 war Graham Whip der Opposition. Von 1980 bis 1983 war er Oppositionssprecher für den Bereich Umwelt.

## Mitgliedschaft im House of Lords
Nach der Wahlniederlage wurde Graham am 12. September 1983 zum Life Peer als Baron Graham of Edmonton, of Edmonton in Greater London, ernannt und dadurch Mitglied des House of Lords. Seine dortige Antrittsrede hielt er am 26. Oktober 1983.
Als Themen von politischem Interesse nannte er kommunale Verwaltung, Verbraucherangelegenheiten und die Umwelt. Als Staaten von Interesse nannte er Israel und die USA.
Graham war von 1983 bis 1990 Oppositionssprecher für Umwelt, Nordirland und Verteidigung. Ebenfalls in diesem Zeitraum war er Oppositionswhip. Er war von 1990 bis 1995 Oppositionssprecher für nationales Erbe(Opposition Spokesperson for National Heritage (Tourism)). Von 1990 bis 1997 war er Labour Chief Whip. Im gleichen Zeitraum war er auch Deputy Speaker. Von 1997 bis 2000 war Graham Deputy Chair of Committees.
Er war von 1997 bis 2000 Mitglied der Co-operative Party und im gleichen Zeitraum Vorsitzender (Chair) der Labour Peers' Group.
Am 18. Dezember 1987 war er das einzige Mitglied des House of Lords, das sich gegen die Local Government Act 1986 (Amendment) Bill von John Giffard, 3. Earl of Halsbury, aussprach, welche die Unterstützung von Homosexualität durch lokale Behörden verhindern sollte. Diese Vorlage wurde zum Gesetz als Section 28 des Local Government Act 1988, als es vom Abgeordneten David Wilshire im Unterhaus erneut eingebracht wurde.
Ab 1990 war Graham Mitglied des Refreshments Committee.

## Weitere Ämter und Ehrungen
Graham war Vorsitzender (Chair) des UK Co-operative Council und war 1987 Präsident des Co-operative Congress. Er war Präsident des Institute of Meat und Schirmherr (Patron) des Ancient Order of Foresters, sowie der Labour Party im Wahlkreis Edmonton.
Er war ein Distinguished Supporter der British Humanist Association. Ab 1998 gehörte Graham dem Privy Council an.
Graham war Präsident der Co-operative Group Consumers Organisation und stellvertretender Vorsitzender (Vice Chair) der Association for the Retail Industry.
1989 wurde er (Hon MA). Er ist Honorary Freeman der Worshipful Company of Butchers. Außerdem war Graham Fellow des Institute of Management und der Royal Society of Arts.

## Familie
Grahams Cousine Oona King, Baroness King of Bow wurde auch Mitglied des Parlaments für die Labour Party.